# 死去的基督 (安尼巴莱·卡拉奇)
《死去的基督》是意大利巴洛克大师安尼巴莱·卡拉奇的绘画作品，创作于1583年－1585年，收藏于德国斯图加特的斯图加特国立美术馆。
这幅画是卡拉奇早年的作品，模仿了也是从脚部视角描绘的安德烈亚·曼特尼亚作品《哀悼死去的基督》。但是与曼泰尼亚的作品不同，卡拉奇没有描绘送葬者，而是更逼真地描绘了身体，并且将身体的姿势描绘成扭曲的形状。 